# Charles William Myers
Charles William Myers (4 de marzo de 1936) es un herpetólogo estadounidense, sus estudios se centran en sistemática de anfibios y reptiles neotropicales.
Se retiró en 1999, mas continua sus investigaciones, siendo Curator Emeritus del Departamento de Herpetología del American Museum of Natural History, que el dirigió entre 1980 a 1987 y de 1993 a 1998.

## Obra

### Algunas publicaciones
- A history of herpetology at the American Museum of Natural History. Bull. of the Am. Museum of Natural History, 2000

- Herpetofauna of the Yutajé-Corocoro massif, Venezuela: Second report from the Robert G. Goelet American Museum-Terramar Expedition to the northwestern tepuis. Bull. of the Am. Museum of Natural History, 2001

- The Summit Herpetofauna Of Auyantepui, Venezuela: Report From The Robert G. Goelet American Museum–Terramar Expedition. Bull. of the Am. Museum of Natural History,  2008

- New Taxa and Cryptic Species of Neotropical Snakes (Xenodontinae), with Commentary on Hemipenes as Generic and Specific Characters. Bull. of the Am. Museum of Natural History,  2014

- The herpetological collection of Maximilian, Prince of Wied (1782-1867), with special reference to Brazilian materials. Bull. of the Am. Museum of Natural History,  2015

### Algunos taxones descritos
- Anolis fungosus
- Aromobates
- Aromobates nocturnus
- Atractus darienensis
- Atractus depressiocellus
- Atractus hostilitractus
- Atractus imperfectus
- Colostethus atopoglossus
- Colostethus lacrimosus
- Colostethus tamacuarensis
- Colostethus undulatus
- Coniophanes joanae
- Craugastor opimus
- Ctenophryne minor
- Dendrobates abditus
- Dendrobates arboreus
- Dendrobates bombetes
- Dendrobates captivus
- Dendrobates castaneoticus
- Dendrobates lehmanni
- Dendrobates mysteriosus
- Dendrobates occultator
- Dendrobates vanzolinii
- Dendrobates viridis
- Diploglossus montisilvestris
- Epipedobates
- Epipedobates andinus
- Epipedobates macero
- Epipedobates silverstonei
- Epipedobates simulans
- Geophis bellus
- Hyalinobatrachium crurifasciatum
- Hyalinobatrachium eccentricum
- Hypsiboas angelicus
- Imantodes phantasma
- Isthmohyla graceae
- Liophis problematicus
- Phyllobates terribilis
- Pristimantis auricarens
- Pristimantis avius
- Pristimantis cantitans
- Pristimantis cavernibardus
- Pristimantis memorans
- Pristimantis pruinatus
- Pristimantis yaviensis
- Rhadinaea bogertorum
- Rhadinaea cuneata
- Saphenophis sneiderni
- Stefania tamacuarina
- Strabomantis anatipes
- Strabomantis laticorpus
- Strabomantis zygodactylus

## Honores

### Eponimia
- Allobates myersi (Pyburn, 1981)
- Pipa myersi Trueb, 1984
- Amphisbaena myersi Hoogmoed, 1988
- Leptodactylus myersi Heyer, 1995
- Bothrocophias myersi Gutberlet & Campbell, 2001
- Myersiohyla Faivovich, Haddad, Garcia, Frost, Campbell & Wheeler, 2005

## Abreviatura (zoología)
La abreviatura Myers  se emplea para indicar a Charles William Myers como autoridad en la descripción y taxonomía en zoología.